# Gonocercella trachinoti
Gonocercella trachinoti är en plattmaskart. Gonocercella trachinoti ingår i släktet Gonocercella och familjen Hemiuridae. Inga underarter finns listade i Catalogue of Life.